# Wildspitze
Wildspitze (3.772 m) este cel mai vârf din masivul Alpii Ötztal, fiind după Großglockner pe locul doi ca înălțime în Austria.